# Piper psilophyllum
Piper psilophyllum är en pepparväxtart som beskrevs av C. Dc.. Piper psilophyllum ingår i släktet Piper och familjen pepparväxter. Inga underarter finns listade i Catalogue of Life.